# Myrmecophantes velata
Myrmecophantes velata är en fjärilsart som beskrevs av W. Warren 1906. Myrmecophantes velata ingår i släktet Myrmecophantes och familjen mätare. Inga underarter finns listade i Catalogue of Life.